# Núñez Briceño
Núñez Briceño fue un dúo musical cumbiero chileno integrado por Cristóbal Briceño y Gonzalo Núñez, activo entre 2018 y 2021.

## Historia
Durante la primera mitad de la década de los 2010, el cantante Cristóbal Briceño y el ex baterista de Fother Muckers, Gonzalo Núñez, solían presentarse en vivo con dos guitarras. La experiencia les motivó a grabar un disco acústico de covers en formato de cumbia e interpretados en guitarra.
Paralelamente a la publicación de su cuarto disco solista (Para hondo) y su cuarto disco como Ases Falsos (Mala Fama), Briceño, junto a Núñez, publicó en marzo de 2018 su primer EP, Cumbias guitarreadas, estructurado en combos, es decir, compilados de tres, cuatro y hasta cinco canciones.Si bien gran parte de las canciones elegidas son de la cumbia chilena de los años 1990 y 2000 (Garras de Amor, Amerika'n Sound, Fantasía, Hechizo y Leo Rey), también hay covers de canciones de The Kinks, Juan Gabriel y Marta Sánchez.
En enero de 2020 presentaron el single Combo cinco, que incluyó covers de Silvio Rodríguez (Ojalá), Marco Antonio Solís (Más que tu amigo), José Barros (La Piragüa), Marino Valencia (Pedacito de mi vida), entre otros. Contó con la colaboración de Hermes Villalobos en percusiones, Eduardo Salgado en acordeón y Sonnier Naveda en guitarrón mexicano.
En enero de 2021 presentaron su single más reciente, Combo seis, que incluyó covers de Marco Antonio Solís (Si te pudiera mentir), Miguel Bosé (Amiga), Saber Rebaï (Sidi Mansour) y Atahualpa Yupanqui (Los ejes de mi carreta). Nuevamente contó con la participación de Hermes Villalobos en percusiones y vientos, mientras Hugo San Juan tocó el contrabajo.

## Discografía

### EP
- 2018: Cumbias guitarreadas

### Singles
- 2020: Combo Cinco
- 2021: Combo Seis